# Friedrich Entress
Friedrich Karl Hermann Entress (Posen, 8 dicembre 1914 – Landsberg, 28 maggio 1947) è stato un medico di campo tedesco-polacco in vari campi di concentramento e di sterminio durante la seconda guerra mondiale. Ha condotto un trial clinico ad Auschwitz dove iniettava dosi di fenolo nei cuori dei prigionieri. Fu catturato dagli alleati nel 1945, condannato a morte nei processi di campo di Mauthausen-Gusen, e giustiziato nel 1947.

## Gioventù
Friedrich Entress è nato l'8 dicembre 1914 a Posen, una provincia polacco-prussiana, e si è laureato in medicina nel 1938 o nel 1939. Ha potuto conseguire il dottorato nel 1942 senza scrivere una dissertazione, "un privilegio concesso ai tedeschi dall'est ". Aveva gli occhi grigi e capelli biondo scuro ed era descritto come un profilo "nordico". Secondo Michael Kater, faceva parte di un gruppo di vigilanti di tedeschi etnici supportato dallo Schutzstaffel (SS), e dopo l'invasione tedesca della Polonia si unì alla SS-Totenkopfverbände.

## Seconda Guerra Mondiale

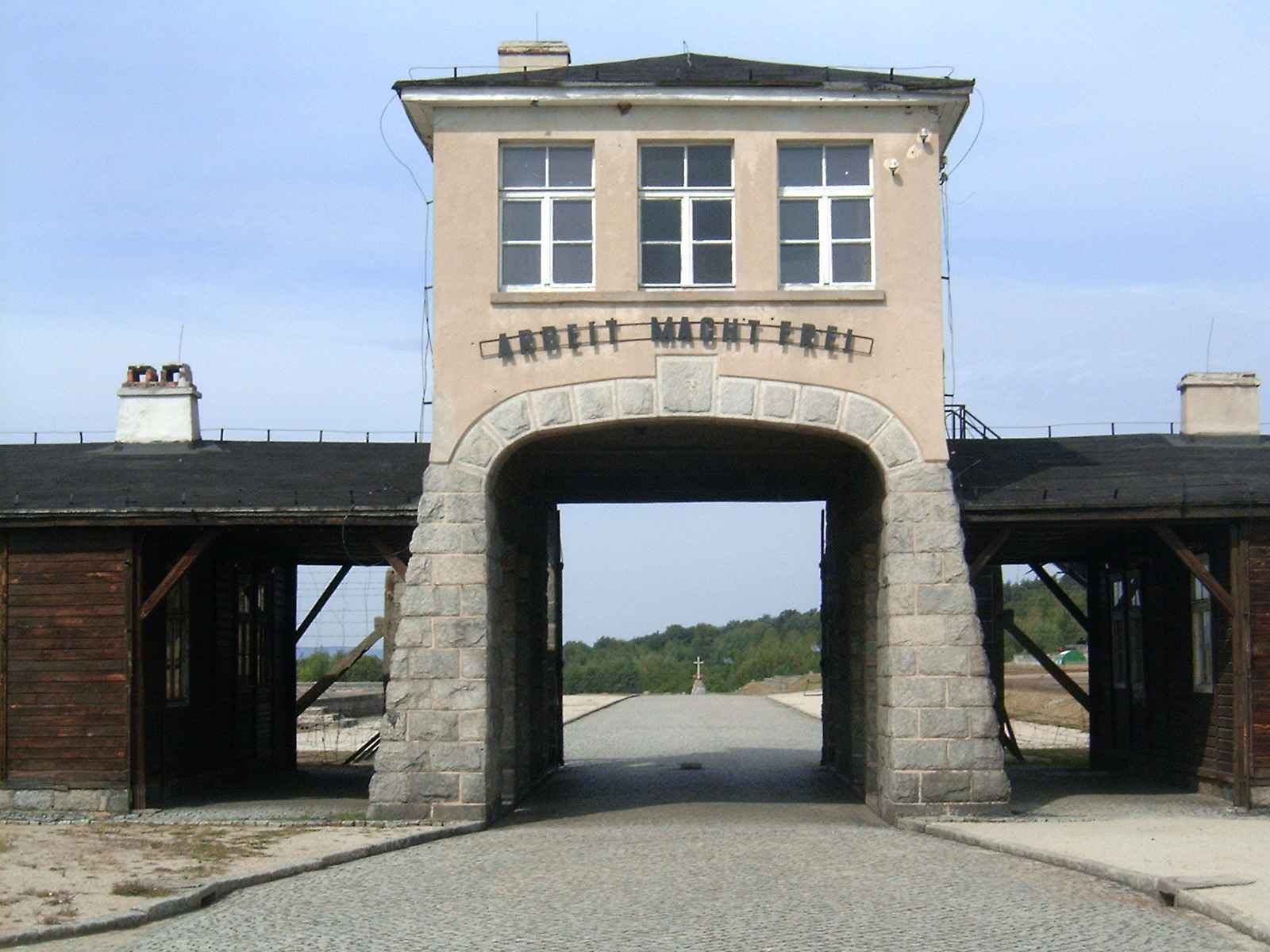
Ingresso al campo di concentramento Gross-Rosen

Entress ha operato come medico in vari campi di concentramento  delle SS, prima nel campo di concentramento di Gross-Rosen nel 1941, dopo di che ricoprì un incarico nel campo di lavoro di Monowitz, parte del sistema di campo di Auschwitz. Nel 1943 divenne medico anziano a Mauthausen-Gusen. Nel 1945 era un chirurgo delle SS.
Sul bilancio delle vittime a Monowitz, dove la IG Farben aveva impianti di produzione, Entress ha poi commentato: "Il turnover dei detenuti a Monowitz è stato enorme: i detenuti erano deboli e malnutriti, ma va sottolineato che le prestazioni richieste ai detenuti non erano in accordo con le loro condizioni di vita e nutrizione ".
Ha condotto esperimenti medici su esseri umani ad Auschwitz, insieme a Helmut Vetter e Eduard Wirths, dove ha operato nel "Blocco 21" ed è stato pagato dalla filiale farmaceutica Bayer di IG Farben per testare farmaci sperimentali contro il tifo e la tubercolosi. Ha introdotto la pratica di uccidere i prigionieri iniettando dosi letali di fenolo direttamente nel cuore, consentendo fino a 100 persone di essere uccise ogni giorno, ed è stato descritto come un attore chiave nell'organizzazione e nella somministrazione di fenolo. La pratica potrebbe essere stata usata per coprire i risultati di procedure mediche sperimentali, incluso un intervento chirurgico, che lui e altri medici del campo hanno eseguito pur non avendo qualifiche chirurgiche.
Per un periodo di tempo anche il medico ceco Karel Sperber ha lavorato sotto Entress.

## Cattura e morte
Entress fu catturato dagli Alleati nel maggio del 1945, quando servì come chirurgo con una divisione di carri armati delle SS. Alle prove del campo di Mauthausen-Gusen nel 1946 fu condannato a essere giustiziato per impiccagione. Non ha testimoniato in sua difesa, ma le petizioni di clemenza sono state ricevute dopo il verdetto di sua moglie Else e dello stesso Entress. Le petizioni furono respinte e fu impiccato il 28 maggio 1947 nella prigione di Landsberg.